# SC Bregenz

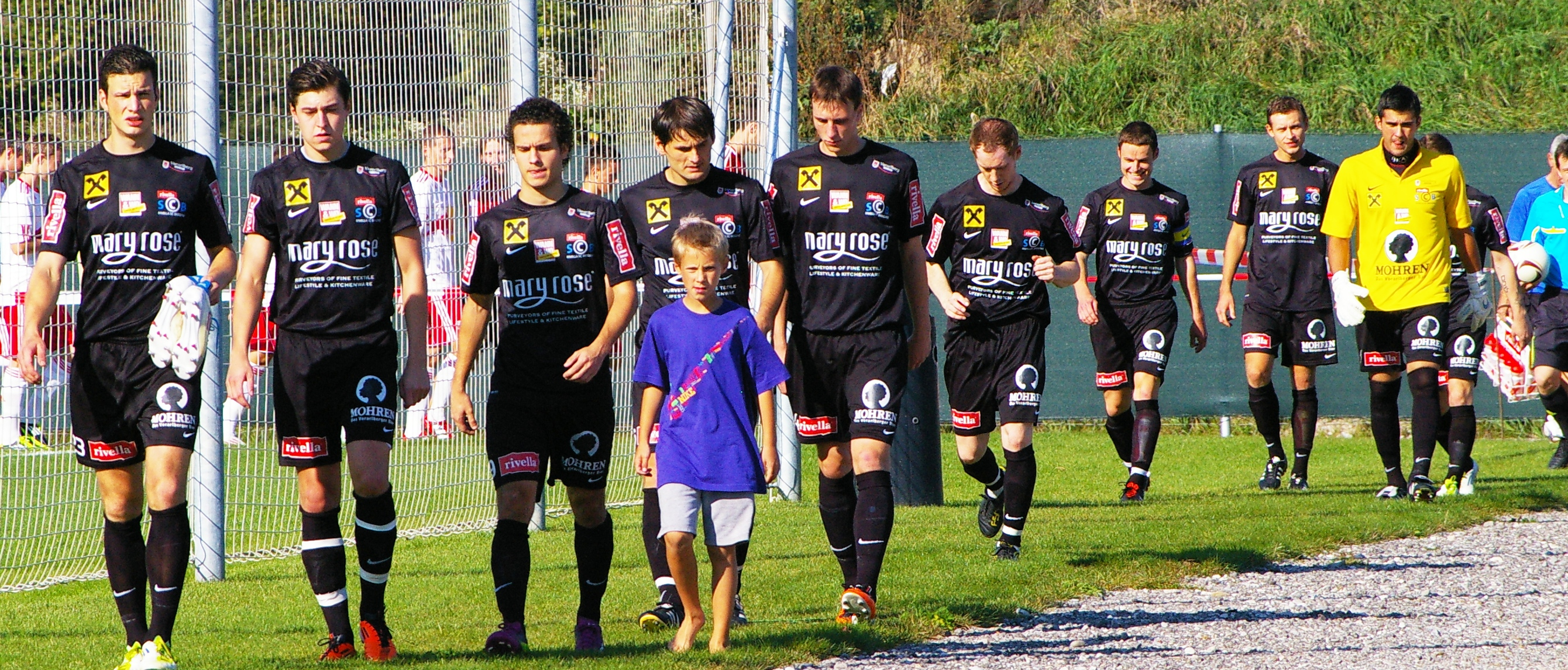
Jogadores do SC Bregenz

O SC Bregenz é um clube de futebol da Áustria, com sede na cidade de Bregenz. Foi fundado em 1919. Disputam os seus jogos no Casino Stadium, que também é o centro de Treinamento do clube. Eles participam atualmente na Terceira divisão do Campeonato Austríaco. A grande fase foi a participação na UEFA Intertoto Cup em 2002 e 2004.